# Ewerton
Ewerton Pereira, né le 1er décembre 1992 à São Paulo au Brésil, est un joueur de football évoluant au poste de milieu de terrain.

## Palmarès
Portimonense SC
- Champion du Portugal de D2 : 2017